# Wirbeltraversierung

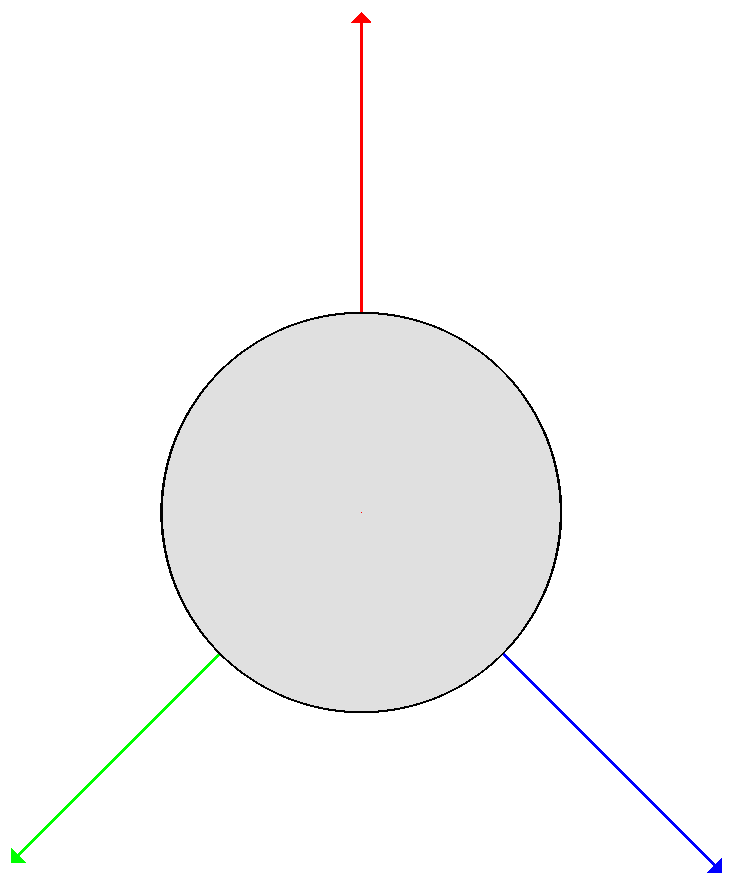
Noch unbesucht

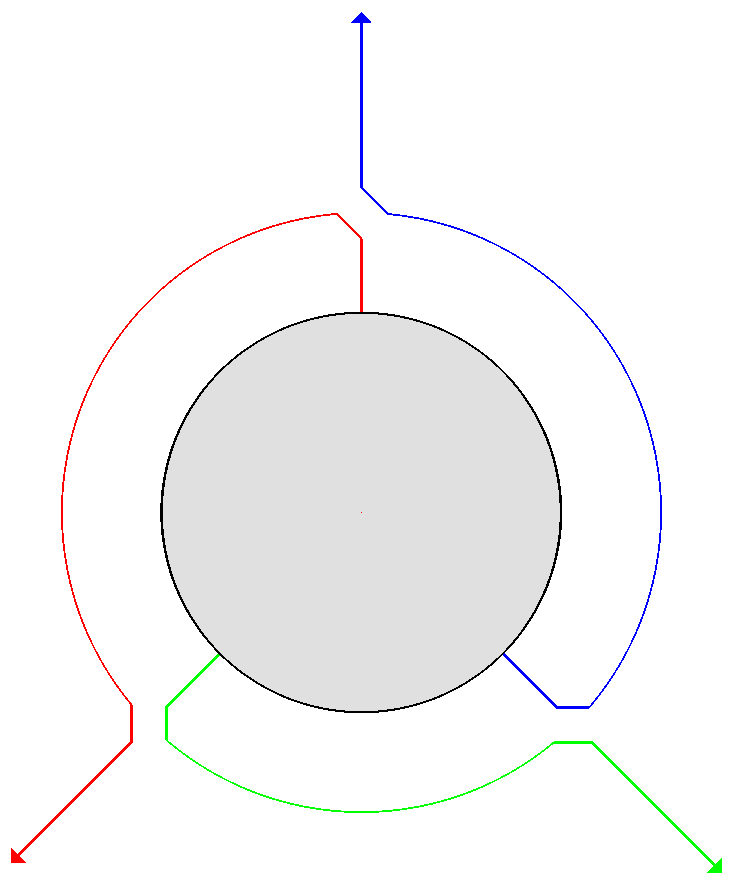
Einmal besucht

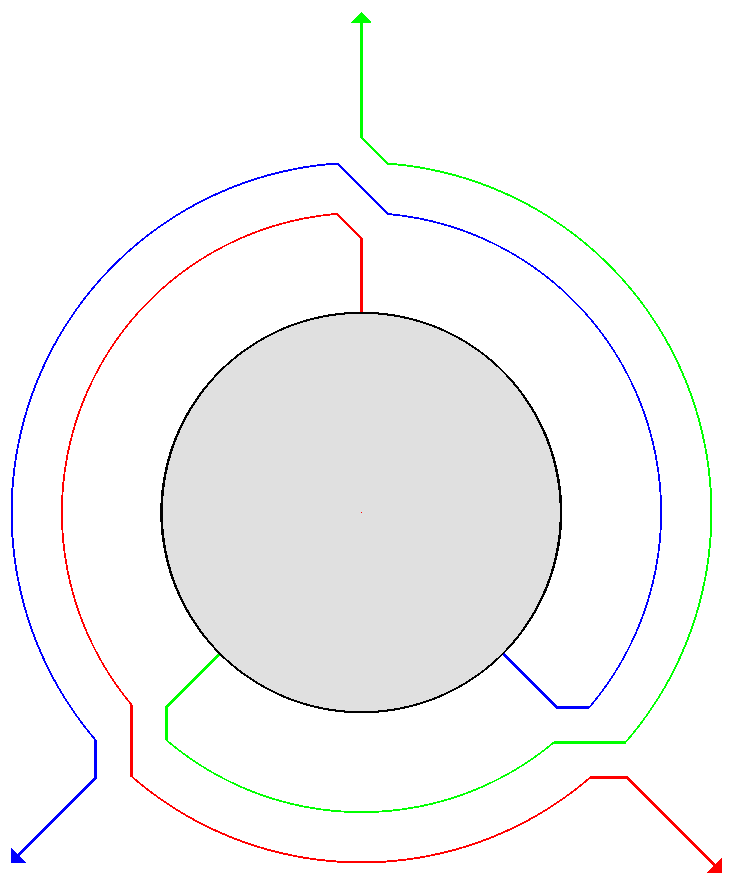
Zweimal besucht

Wirbeltraversierung bezeichnet in der Informatik einen speichereffizienten iterativen Algorithmus zur Untersuchung aller Knoten eines Binärbaumes.

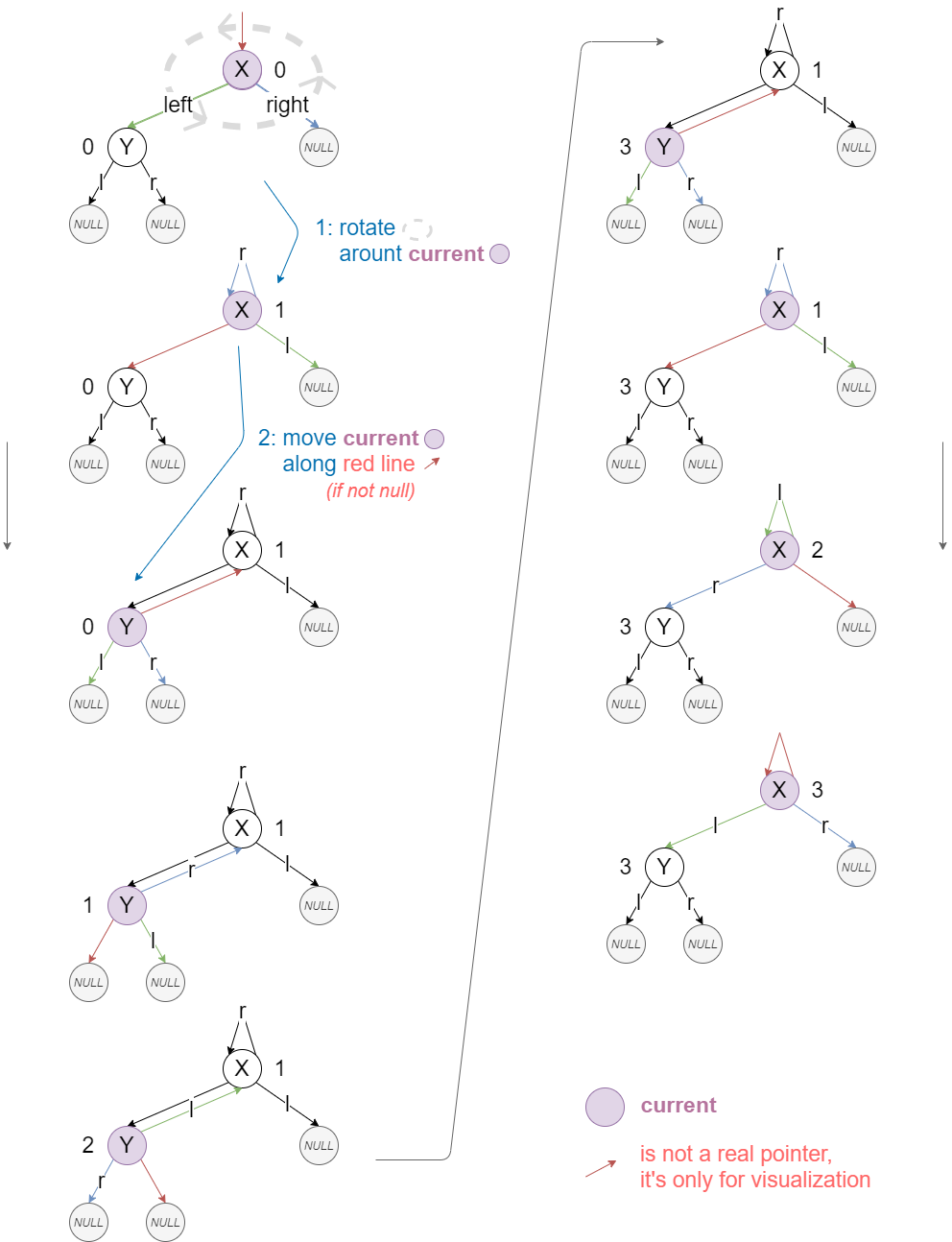
Wirbeltraversierung Beispiel

## Beschreibung
Der Algorithmus wurde unabhängig voneinander von Lindstrom und Dwyer publiziert.
Er traversiert einen gegebenen Binärbaum.
Durch den Einsatz von Zeiger-Inversion (link reversal, nach Schorr/Waite) kommt er ohne externen Kellerspeicher aus; er merkt sich den Weg zurück durch geschickte Modifikation der Baumzeiger.
Der Name "Wirbeltraversierung" kommt von der Vorstellung, jeder Knoten habe drei Zeiger (auf den Eltern-, den linken und den rechten Kindknoten) im Winkel von jeweils 120°, die bei jedem Besuch um 120° weitergedreht ("verwirbelt") werden, siehe Bilder. Der Algorithmus besucht jeden Knoten dreimal. Nach dem dritten Besuch ist der ursprüngliche Knotenzustand wiederhergestellt.
Tatsächlich im Baum gespeichert sind nur zwei Zeiger, die im Ausgangs- und im Endzustand auf das linke und rechte Kind zeigen (grün und blau im Bild).
Der dritte (rot im Bild) existiert nur für den jeweils aktuellen Knoten und wird in lokalen Variablen (prv, cur) im Algorithmus (s. u.) gehalten.

## Implementierung
Eine Implementierung in C kann wie folgt aussehen:
```
struct
 
_node
 
{

    
int
 
key
;

    
struct
 
_node
 
*
left
;

    
struct
 
_node
 
*
right
;

};

extern
 
void
 
visit
(
struct
 
_node
 
*
tree
);

void
 
rotate
(
struct
 
_node
 
**
prv
,
struct
 
_node
 
**
cur
)
 
{

    
struct
 
_node
 
*
 
const
 
savedLeft
 
=
 
(
*
cur
)
->
left
;

    
(
*
cur
)
->
left
  
=
 
(
*
cur
)
->
right
;

    
(
*
cur
)
->
right
 
=
 
*
prv
;

    
if
 
(
savedLeft
 
==
 
NULL
)
 
{

        
*
prv
 
=
 
savedLeft
;

    
}
 
else
 
{

        
*
prv
 
=
 
*
cur
;

        
*
cur
 
=
 
savedLeft
;

    
}

}

void
 
wTrav
(
struct
 
_node
 
*
tree
)
 
{

    
struct
 
_node
 
*
prv
;

    
struct
 
_node
 
*
cur
 
=
 
tree
;

    
if
 
(
tree
 
==
 
NULL
)

        
return
;

    
// traverse left subtree

    
do
 
{

        
visit
(
cur
);

        
rotate
(
&
prv
,
&
cur
);

    
}
 
while
 
(
cur
 
!=
 
tree
);

    
// traverse right subtree

    
do
 
{

        
visit
(
cur
);

        
rotate
(
&
prv
,
&
cur
);

    
}
 
while
 
(
cur
 
!=
 
tree
);

    
// final visit of root

    
visit
(
cur
);

    
rotate
(
&
prv
,
&
cur
);

}

```

Der letzte rotate-Aufruf kann den Effekt der visit-Aufrufe nicht mehr beeinflussen. Dennoch wird er benötigt, nämlich, um die Zeiger des Wurzelknotens wieder in ihre ursprüngliche Position zurückzurotieren.

## Aufzählungsreihenfolgen und Besuchsaktionen
Der Algorithmus besucht jeden Knoten genau dreimal.
In der oben gezeigten Form gibt es keine Möglichkeit, festzustellen, der wievielte Besuch beim aktuellen Knoten gerade stattfindet.
Dadurch kann pre-, in- oder post-order-Traversierung nicht ohne weiteres implementiert werden; dies erfordert einen zusätzlichen 2 Bits breiten Besuchszähler in jedem Knoten.
Alternativ kann wenigstens pre-order-Traversierung durch Überschreiben der Knotendaten mit einem "ungültigen" Wert realisiert werden, sofern sie nach der Traversierung nicht mehr benötigt werden. Zum Beispiel mit der folgenden Implementierung von visit gibt der Traversierungsalgorithmus die Knotenwerte in pre-order aus (und zerstört sie dabei):
```
#define INVALID (-999999999) 
/* never used as key value */

void
 
visit
(
struct
 
_node
 
*
tree
)
 
{

    
if
 
(
tree
->
key
 
!=
 
INVALID
)
 
{

        
printf
(
" %d"
,
tree
->
key
);

        
tree
->
key
 
=
 
INVALID
;

    
}

}

```

Wenn die visit-Aktion idempotent ist, kann Wirbeltraversierung ohne weiteres eingesetzt werden; so z. B., um die Daten aller Knoten mit einem gegebenen Wert zu initialisieren. Bei großen Datenmengen pro Knoten muss allerdings bedacht werden, dass der Initialisierungsaufwand dreifach anfällt.
Lässt sich die gewünschte Aktion f als dreifach iterierte Funktion f = g∘g∘g darstellen, so kann eine Implementierung von g als visit eingesetzt werden. Um z. B. alle Knotenwerte eines Unterbaums zu inkrementieren, kann tree->key++ als Rumpf von visit verwendet werden, wenn später die Knotenwerte vor Verwendung durch 3 geteilt werden.